# Astropecten dubiosus
Astropecten dubiosus is een kamster uit de familie Astropectinidae.
De wetenschappelijke naam van de soort werd in 1925 gepubliceerd door Theodor Mortensen.